# 後根
後根（こうこん、英：posterior root）または背根（はいこん、英：dorsal root）は、解剖学および神経学用語で脊髄神経のうち求心神経（感覚神経）が脊髄に入り込む神経根のこと。

## 概説
体性感覚または内臓感覚の情報がここを通って中枢にもたらされる。感覚神経は神経細胞体から末梢側と中枢側に2本の神経突起を出しており、後根は脊髄から後根神経節までの部分のことで、後根神経節にはここを通る神経の神経細胞体がある。後根は一般に、前根に比べて太い。脊髄の各髄節に一本ずつの後根が入るが、通常第一頸髄および尾髄には後根がない。一本の後根を構成する神経線維の数は、ヒトで有髄線維と無髄線維をあわせて約200万-300万といわれる。有髄線維はA線維と呼ばれる太い線維（径10-20μm）で、髄鞘を持つため伝導速度が速い（5-120m/s）。無髄線維はC線維と呼ばれる細く、伝導速度も遅い線維である。
脊髄神経の後根が障害されると、体の一部分の体性感覚が麻痺する。

## 追加画像

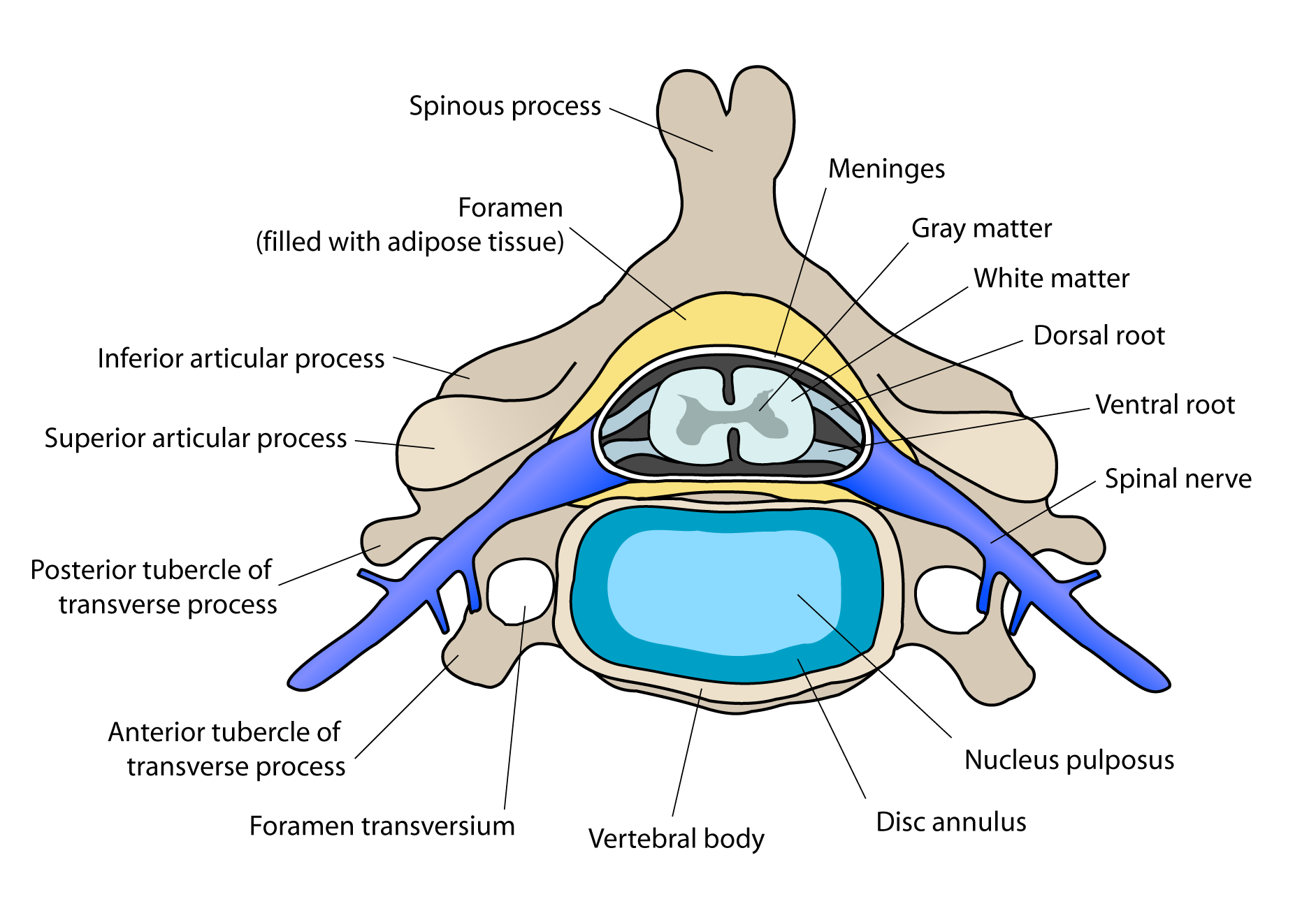
頸髄の断面図。
脊髄断面の模式図。
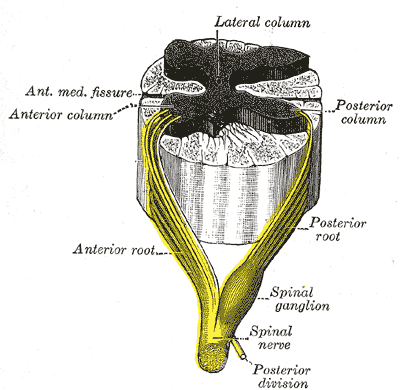
脊髄神経および前根と後根。
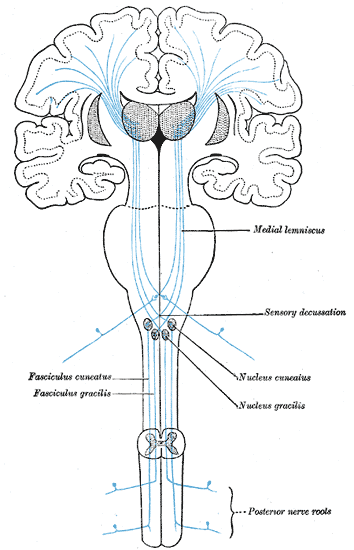
感覚伝導路（脊髄視床路）。
脊髄および髄膜の横断面模式図。
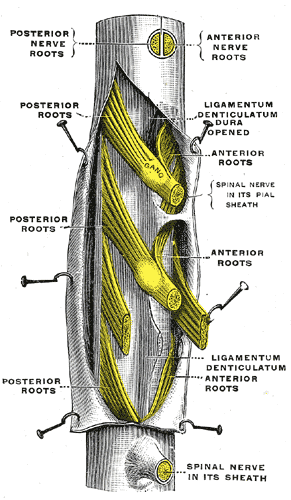
脊髄の一部の右側面像。硬膜を切開して神経根が見えるようにしたところ。
典型的な脊髄神経の構造を示した模式図。